# Wilsonianismo

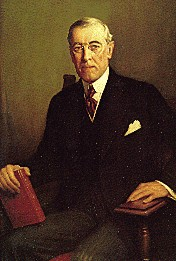
Woodrow Wilson

Wilsonianismo, ou idealismo wilsoniano, é uma espécie de programa de política externa. O termo vem das ideias e propostas do presidente Woodrow Wilson. Ele publicou seus famosos Quatorze Pontos em janeiro de 1918, como base para encerrar a Primeira Guerra Mundial e promover a paz mundial. Ele foi um dos principais defensores da Liga das Nações para permitir que a comunidade internacional evitasse guerras e acabasse com as agressões internacionais. O wilsonianismo é uma forma de internacionalismo liberal.

## Princípios
Os princípios frequentemente associados ao Wilsonianismo incluem:
- Defesa da difusão da democracia.[2] Anne-Marie Slaughter escreve que Wilson acreditava e esperava "que a democracia resultasse da autodeterminação, mas ele nunca procurou difundir a democracia diretamente".[3] Slaughter escreve que a Liga das Nações de Wilson tinha a intenção de promover a liberdade e a democracia, servindo como "um muro alto atrás do qual as nações", especialmente as pequenas, "poderiam exercer o seu direito à autodeterminação", mas que Wilson não imaginou que os Estados Unidos interviriam afirmativamente para “dirigir” ou “moldar” democracias em nações estrangeiras.[3]
- Conferências e órgãos dedicados à resolução de conflitos, especialmente a Liga das Nações e as Nações Unidas.[4]
- Ênfase na autodeterminação dos povos.[5][6]
- Defesa da difusão do capitalismo.[7]
- Apoio à segurança coletiva e, pelo menos, oposição parcial ao isolacionismo americano.[8]
- Apoio à diplomacia aberta e oposição a tratados secretos.[8][9]
- Apoio à liberdade de navegação e à liberdade dos mares.[8][10]
- Crença de que as políticas externas das democracias são moralmente superiores porque os indivíduos nas democracias são inerentemente defensores da paz.[11]

A historiadora Joan Hoff escreve: "O que é o wilsonianismo 'normal' permanece disputado hoje. Para alguns, é 'inspirar o internacionalismo liberal' baseado na adesão à autodeterminação; para outros, o wilsonianismo é um exemplo de intervenção humanitária em todo o mundo, 'tornando a política externa dos EUA um modelo de uso da força cuidadosamente definido e restrito." Amos Perlmutter definiu o wilsonianismo como consistindo simultaneamente em "internacionalismo liberal, autodeterminação, não intervenção, intervenção humanitária" orientados em apoio à segurança coletiva, à diplomacia aberta, ao capitalismo, ao excepcionalismo americano e às fronteiras livres e abertas, e em oposição à revolução.

## Impacto
O historiador David Kennedy argumenta que as relações externas americanas desde 1914 se basearam no idealismo wilsoniano, ainda que de alguma forma ajustadas pelo realismo representado por Franklin D. Roosevelt e Henry Kissinger. Kennedy argumenta que todos os presidentes desde Wilson "abraçaram os preceitos centrais do wilsonianismo. O próprio Nixon pendurou o retrato de Wilson na sala do gabinete da Casa Branca. As suas ideias continuam a dominar a política externa americana no século XXI. Após o 11 de setembro eles adquiriram, no mínimo, uma vitalidade ainda maior."

Wilson foi um escritor e pensador notavelmente eficaz, e as suas políticas diplomáticas tiveram uma influência profunda na formação do mundo. O historiador diplomático Walter Russell Mead disse:
"Os princípios de Wilson sobreviveram ao eclipse do sistema de Versalhes e ainda hoje guiam a política europeia: autodeterminação, governo democrático, segurança coletiva, direito internacional e uma liga de nações. Wilson pode não ter conseguido tudo o que queria em Versalhes, e seu tratado nunca foi ratificado pelo Senado, mas sua visão e sua diplomacia, para o bem ou para o mal, deram o tom para o século XX. França, Alemanha, Itália e Grã-Bretanha podem ter zombado de Wilson, mas cada uma dessas potências hoje conduz sua política europeia segundo as linhas wilsonianas. O que antes era rejeitado como visionário é hoje aceito como fundamental. Esta não foi uma conquista fácil, e nenhum estadista europeu do século XX teve uma influência tão duradoura, tão benigna ou tão difundida."